# Dan Wootton
Daniel John William Wootton (Lower Hutt, Región de Wellington, Nueva Zelanda, 2 de marzo de 1983), conocido como Dan Wootton, es un periodista y locutor neozelandés que tiene también ciudadanía británica. Fue editor ejecutivo del diario The Sun.
En el 2007, se unió a Noticias del Mundo. En el 2013, se unió a The Sun el domingo y se convirtió en editor de la columna Bizarre al año siguiente. En febrero de 2016, se unió a The Sun, bajo la dirección editorial de Victoria Newton, como editora asociada que, en marzo de 2018, ascendió a editora ejecutiva.
En 2021, Wootton dejó News UK para unirse a MailOnline como columnista y presentar un programa en GB News. Ha sido colaborador habitual y panelista en Bit on the Side de Big Brother de 2015 a 2018, y ha aparecido como presentador del mundo del espectáculo en programas como ITV Breakfast Lorraine y Daybreak.

## Primeros años
Daniel John William Wootton nació en Lower Hutt, en la Región de Wellington, en Nueva Zelanda, el 2 de marzo de 1983, de padres británicos; su madre nació en Basildon, Essex, y su padre nació en una base del ejército británico en Malta. Wootton creció en Lower Hutt, una ciudad en la región de Wellington de Nueva Zelanda, y asistió al Naenae College y a la Universidad Victoria de Wellington, donde obtuvo una licenciatura en estudios de medios y ciencias políticas.

## Carrera profesional
Comenzó su carrera como periodista en su Nueva Zelanda natal, escribiendo una columna de entretenimiento para el periódico The Dominion Post, con sede en Wellington, y también fue reportero del programa de televisión diario Good Morning.  Se mudó al Reino Unido cuando tenía 21 años y, después de un período de trabajo para revistas especializadas, encontró trabajo en la revista Broadcast. 
D. Wootton se unió al equipo de News of the World TV en febrero de 2007, convirtiéndose en editor de TV en noviembre de 2007 y en editor de espectáculos en noviembre de 2008 hasta su cierre en julio de 2011,   cuando se convirtió en columnista y articulista del Daily Mail y editor general de la revista Now. Más tarde testificó en la Investigación Leveson en 2012 sobre el escándalo de piratería telefónica de News International, donde negó haber publicado ilegalmente historias recopiladas a través de la piratería telefónica mientras era editor de News of the World.
En 2013, se unió al periódico The Sun y lanzó una nueva columna los domingos. Se convirtió en editor de la columna Bizarre del periódico en 2014,  y fue ascendido a editor asociado (espectáculo y televisión) en 2016.  Fue nombrado 'Reportero del mundo del espectáculo del año' en los British Press Awards de 2010, 2013 y 2018. También hizo apariciones como reportero del mundo del espectáculo en el programa matutino Lorraine de ITV entre 2011 y 2019, y ha sido invitado en BBC Radio 5 Live.[cita requerida]
En 2015, Wootton y The Sun recibieron críticas generalizadas por un artículo que escribió para el periódico titulado "Hollywood HIV Panic". La asesora de políticas sobre el VIH, Lisa Power, lo calificó de "vil" y expresó su decepción porque Wootton había "prestado su nombre a una pieza tan vergonzosa", diciendo que reforzaba el estigma contra las personas con VIH. La organización benéfica británica para el VIH, Terrence Higgins Trust, lo calificó de "irresponsable", y The BMJ, una revista médica especializada revisada por pares, también criticó su artículo.
Wootton presentó un programa semanal de talkRADIO llamado Dan's Dilemmas desde marzo de 2018 y, en febrero de 2020, asumió el cargo de presentador del programa de tiempo de conducción de la estación, reemplazando a Eamonn Holmes.
En julio de 2020, comenzaron los procedimientos por difamación, iniciados por Johnny Depp contra Wootton y News Group Newspapers, en el Tribunal Superior de Justicia en el caso Depp v News Group Newspapers Ltd. La acción se relacionó con un artículo publicado en 2018 en The Sun que describía a Depp como un "golpeador de esposas". El 2 de noviembre de 2020, el tribunal falló a favor de News Group. El juez, Andrew Nicol, descubrió que las agresiones se probaron según el estándar civil en 12 de los 14 incidentes informados por Amber Heard, y concluyó que The Sun era sustancialmente preciso en el balance de probabilidades.
En enero de 2021, Wootton anunció que dejaría The Sun y talkRADIO para convertirse en columnista de MailOnline y presentar un programa diario, cuatro días a la semana, en GB News. En noviembre de 2021, su programa GB News, Tonight Live with Dan Wootton, pasó a llamarse Dan Wootton Tonight y se redujo a dos horas.
En octubre de 2020, el diputado laborista Chris Bryant describió a Wootton como "un chiflado: eres un completo y absoluto chiflado y también eres peligroso, un peligroso teórico de la conspiración" después de que Wootton defendiera la Declaración de Great Barrington y sugiriera que la inmunidad colectiva podría ser una solución para el COVID-19. L

## Vida personal
En 2013, Wootton anunció en su cuenta de Twitter que es homosexual.
En febrero de 2022, Andrew Brady, ex concursante de Apprentice y ex prometido de Caroline Flack, fue encarcelado durante cuatro meses por acosar a Wootton y hacer acusaciones falsas de delitos sexuales en su contra.